# Rhuda lesca
Rhuda lesca är en fjärilsart som beskrevs av Dyar 1908. Rhuda lesca ingår i släktet Rhuda och familjen tandspinnare. Inga underarter finns listade.